# Graeconiscus liebegotti
Graeconiscus liebegotti är en kräftdjursart som beskrevs av Helmut Schmalfuss 1981. Graeconiscus liebegotti ingår i släktet Graeconiscus och familjen Trichoniscidae. Inga underarter finns listade i Catalogue of Life.